# Antimo Martino
Antimo Martino (Isernia, 16 agosto 1978) è un allenatore di pallacanestro italiano.

## Carriera
Inizia la sua carriera da allenatore nella Virtus Roma, ricoprendo il ruolo di assistente allenatore delle giovanili nel 2005-2006, di capo allenatore delle squadre Under-16 e Under-13 del club nel 2006-2007, e di assistente allenatore della prima squadra dal 2007 al 2014.
Il primo anno da capo allenatore avviene nel Basket Ravenna, in serie A2 rimanendovi per quattro stagioni, portando la formazione romagnola alle semifinali play-off A2 nella stagione 2016-2017 e alla finale di Coppa Italia LNP nel 2018.
Nel giugno 2018 viene annunciato come nuovo allenatore della Fortitudo Bologna, a settembre vince la Supercoppa LNP, e a fine marzo ottiene la promozione in Serie A con tre giornate d'anticipo. Un mese dopo è eletto Miglior Allenatore del Campionato di A2 per la stagione 2018-2019.
Con la Fortitudo neopromossa, riesce nell'impresa di qualificarsi alla Coppa Italia, eliminando Brescia e cedendo a Brindisi.
Con la conclusione anticipata del campionato per via della pandemia di COVID-19, raggiunge inoltre la qualificazione alla 
seguente Champions League.
Il 27 maggio 2020 rescinde il contratto che lo lega alla compagine bolognese. Il giorno successivo firma un contratto biennale come nuovo coach della Pallacanestro Reggiana. Dopo un avvio di stagione molto promettente sia in Supercoppa che in campionato, lentamente il rapporto tra coach e spogliatoio si incrina. Viene esonerato il 15 marzo 2021, con la squadra all'ultimo posto in classifica, e sostituito dal più esperto Attilio Caja. Fatali le 10 sconfitte su 11 partite di campionato fra il 26 dicembre e il 13 marzo. 
Il 27 settembre 2021, rescisso il contratto che lo legava a Reggio Emilia, firma un biennale con la squadra che lo ha fatto conoscere alla Serie A, la Fortitudo Bologna, andando a sostituire il dimissionario Jasmin Repeša, che aveva iniziato la stagione con 5 sconfitte su 5 partite tra Supercoppa e campionato (3 di queste contro la Pallacanestro Reggiana).
Il 26 giugno 2022, dopo un campionato con la retrocessione, viene invitato ad andarsene e firma come allenatore e responsabile dell'area tecnico-sportiva per la squadra romagnola Unieuro Forlì, con la quale raggiunge per la prima volta da oltre 20 anni le finali di play-off, senza raggiungere la promozione, ma facendo un campionato stupefacente e garantendo così la prima posizione nel girone Rosso e, in seguito, anche nella fase ad orologio.
Nella stagione 2023-2024, sempre alla guida dell'Unieuro Forlì, Martino totalizza l'82% di vittorie durante la stagione regolare mantenendo il primo posto in classifica sia in regular season che nella fase ad orologio. Visto il cammino dominante della sua squadra, eliminata in semifinale da Trieste complice l'infortunio dell'americano Kadeem Allen, viene eletto come miglior allenatore della Serie A2 LNP.

## Palmarès
- Supercoppa LNP: 1

Fortitudo Bologna: 2018
- Campionato italiano dilettanti: 1

Fortitudo Bologna: 2018/2019
- Coppa Italia LNP: 1

Unieuro Forlì 2.015: 2024

## Riconoscimenti
- 2019: «Allenatore dell'anno» del campionato di Serie A2;
- 2024: «Allenatore dell'anno» del campionato di Serie A2.